# Stylidium pulchellum
Stylidium pulchellum är en tvåhjärtbladig växtart som beskrevs av Otto Wilhelm Sonder. Stylidium pulchellum ingår i släktet Stylidium och familjen Stylidiaceae. Inga underarter finns listade i Catalogue of Life.